# 593
593 је била проста година.

## Догађаји
- Пролеће – Приск, главнокомандујући у Тракији, побеђује словенска племена и Гепиде на територији јужно од Дунава. Он прелази реку да би се борио у неистраженим мочварама и шумама данашње Влашке.
- Јесен – Цар Маврикије наређује Приску да презими са својим трупама на северној обали Дунава, али он не послуша царево наређење и повлачи се у лучки град Одес (Варна) на обали Црног мора.
- Етелфрит од Нортумбрије наслеђује Хусу као краљ Бернисије (Шкотска).
- Персијски узурпатор Хормизд V (који се привремено диже на власт) је поражен од краља Хозроје II.
- Царица Суико почиње дугу владавину током кључног периода, у којем будизам утиче на развој и културу Јапана. Она је прва жена владарка и прва која је добила званично признање од Кине.
- Олтар Амитабха Буди направљен је за време династије Суи. Сада се чува у Музеју лепих уметности у Бостону.
- Анастасије I је враћен за патријарха Антиохије, након Григоријеве смрти.
- Манастир Схитенно-ји је основао Шотоку у Осаки (Јапан).

## Смрти
- Википедија:Непознат датум — Блажени Григорије - патријарх Антиохијски и хришћански светитељ.